# Ateez
Ateez (koreanisch 에이티즈) ist eine südkoreanische K-Pop-Gruppe der vierten K-Pop-Generation unter dem Label KQ Entertainment und besteht aus den acht Mitgliedern Hongjoong, Seonghwa, Yunho, Yeosang, San, Mingi, Wooyoung und Jongho. Die Gruppe debütierte am 24. Oktober 2018. Der offizielle Fanclub-Name lautet Atiny.

## Geschichte

### 2018
Bereits vor ihrem Debüt waren die Mitglieder von Ateez als Kq Fellaz bekannt. Als Kq Fellaz veröffentlichten sie eine YouTube Serie „Kq Fellaz American training“ und Tanz Performance Videos zu u.a den Liedern Pick it up von Famous Dex, Lick von Cardi B und Outlet von Desiigner.
Am 24. Oktober 2018 debütierte die Gruppe unter den Namen Ateez mit den Liedern Treasure und Pirate King. Die Lieder sind Teil der EP Treasure EP 1: All to Zero.

### 2019
Am 15. Januar veröffentlichten Ateez ihre zweite EP Treasure EP 2: Zero to One mit der Single Say My Name. Ein Performance Video zum Lied Hala Hala aus derselben EP wurde am 7. Februar veröffentlicht.
Zwei Monate nach Veröffentlichung der Zero To One EP startete Ateez's erste Tour „The Expedition Tour“ am 15. März in Los Angeles gefolgt von vier weiteren Auftritten in Dallas, Chicago, Atlanta und New York. Anschließend wurden am 20. Februar weitere Konzerte in Europa in den Städten London, Lissabon, Paris, Berlin, Amsterdam, Budapest, Stockholm, Warschau und Moskau im Rahmen der „Expedition Tour“ für den Monat April bekannt gegeben.
Die dritte EP Treasure EP 3: One To All erschien am 10. Juni 2019 mit der Single Wave. Über die Lead-Single wurde statt durch Ateez oder deren Label in erster Linie durch die Fans in einem Abstimmungsevent auf der Seite „MyMusicTaste“ entschieden. Die Wahl bestand zwischen den Liedern Wave und Illusion, deren Musikvideos beide am 10. Juni auf Youtube hochgeladen worden sind.
Am 9. und 11. August traten Ateez ein weiteres Mal im Rahmen der „Expedition Tour“ in Melbourne und Sydney auf. Am 20. August erhielt die Gruppe ihren ersten Preis für „beste Performance“ auf den koreanischen „Soribada Awards“.
Ateez veröffentlichten ihr erstes volles Studioalbum Treasure EP.Fin: All to Action am 8. Oktober mit dem Titelsong Wonderland, der derzeit als ihr erfolgreichster Song gilt. Einen Monat später debütierte die Gruppe auch in Japan am 10. November mit der japanischen Variante des Liedes Utopia, welches ursprünglich auf Koreanisch auf der Treasure EP 3: One To All EP zu hören war.
Anfang Dezember hatten Ateez ihren ersten Auftritt bei einer der derzeit wichtigsten koreanischen Musikpreisverleihungen, den Mnet Asian Music Awards. Einen Monat nach der Veröffentlichung der ersten japanischen Single von Ateez erschien am 4. Dezember ihr erstes japanisches Studioalbum Treasure Ep. Extra: Shift The Map.

### 2020
Ateez veröffentlichen am 6. Januar 2020 ihre vierte EP Treasure Epilogue: Action to Answer, die das Finale der „Treasure Series“ darstellt. Das Musikvideo zur Single Answer wurde am selben Tag wie die dazugehörige EP herausgebracht. Im Juli veröffentlichten sie ihre fünfte EP Zero: Fever Part One zusammen mit den Singles Inception und Thanxx. Am 6. Dezember gewann Ateez bei den Mnet Asian Music Awards 2020 in den Kategorien „Worldwide Fans Choice“ und „Discovery of the Year“.

## Mitglieder
| Name           | Geburtsname           | Geburtstag (Alter) | Geburtsort | Position                    |
| -------------- | --------------------- | ------------------ | ---------- | --------------------------- |
| Hongjoong 홍중 | Kim Hong-joong 김홍중 | 07.11.1998 (26)    | Anyang     | Team leader Vocal, Main Rap |
| Seonghwa 성화  | Park Seong-hwa 박성화 | 03.04.1998 (27)    | Jinju      | Vocal, Rap                  |
| Yunho 윤호     | Jeong Yun-ho 정윤호   | 23.03.1999 (26)    | Gwangju    | Vocal, Main Dance           |
| Yeosang 여상   | Kang Yeo-sang 강여상  | 15.06.1999 (26)    | Pohang     | Vocal, Rap                  |
| San 산         | Choi San 최산         | 10.07.1999 (26)    | Namhae     | Lead Vocal, Main Dance      |
| Mingi 민기     | Song Min-gi 송민기    | 09.08.1999 (26)    | Incheon    | Vocal, Main Dance, Main Rap |
| Wooyoung 우영  | Jung Woo-young 정우영 | 26.11.1999 (25)    | Ilsan      | Vocal, Main Dance           |
| Jongho 종호    | Choi Jong-ho 최종호   | 12.10.2000 (24)    | Ilsan      | Main Vocal                  |

## Diskografie

### Studioalben
| Jahr                 | Titel Musiklabel (Vertrieb)                                   | Höchstplatzierung, Gesamtwochen, AuszeichnungChartplatzierungen (Jahr, Titel, Musiklabel [Vertrieb], Platzierungen, Wochen, Auszeichnungen, Anmerkungen) | Höchstplatzierung, Gesamtwochen, AuszeichnungChartplatzierungen (Jahr, Titel, Musiklabel [Vertrieb], Platzierungen, Wochen, Auszeichnungen, Anmerkungen) | Höchstplatzierung, Gesamtwochen, AuszeichnungChartplatzierungen (Jahr, Titel, Musiklabel [Vertrieb], Platzierungen, Wochen, Auszeichnungen, Anmerkungen) | Höchstplatzierung, Gesamtwochen, AuszeichnungChartplatzierungen (Jahr, Titel, Musiklabel [Vertrieb], Platzierungen, Wochen, Auszeichnungen, Anmerkungen) | Höchstplatzierung, Gesamtwochen, AuszeichnungChartplatzierungen (Jahr, Titel, Musiklabel [Vertrieb], Platzierungen, Wochen, Auszeichnungen, Anmerkungen) | Höchstplatzierung, Gesamtwochen, AuszeichnungChartplatzierungen (Jahr, Titel, Musiklabel [Vertrieb], Platzierungen, Wochen, Auszeichnungen, Anmerkungen) | Höchstplatzierung, Gesamtwochen, AuszeichnungChartplatzierungen (Jahr, Titel, Musiklabel [Vertrieb], Platzierungen, Wochen, Auszeichnungen, Anmerkungen) | Anmerkungen                                                  |
| Jahr                 | Titel Musiklabel (Vertrieb)                                   | KR | JP | DE | AT | CH | UK | US | Anmerkungen                                                  |
| -------------------- | ------------------------------------------------------------- | --- | --- | --- | --- | --- | --- | --- | ------------------------------------------------------------ |
| Südkoreanische Alben |                                                               | | | | | | | |                                                              |
|                      |                                                               | | | | | | | |                                                              |
| 2019                 | Treasure EP.Fin: All to Action KQ Entertainment (Genie Music) | KR1 (62 Wo.)KR | — | — | — | — | — | — | Erstveröffentlichung: 8. Oktober 2019                        |
| 2023                 | The World EP.Fin: Will KQ Entertainment (Genie Music)         | KR1 Diamant + Platin (EP) · (9 Wo.)KR | JP— GoldJP | DE11 (1 Wo.)DE | AT37 (2 Wo.)AT | CH93 (1 Wo.)CH | UK2 (2 Wo.)UK | US1 (6 Wo.)US | Erstveröffentlichung: 1. Dezember 2023 Verkäufe: + 1.350.000 |
| Japanische Alben     |                                                               | | | | | | | |                                                              |
|                      |                                                               | | | | | | | |                                                              |
| 2019                 | Treasure EP.Extra: Shift the Map Nippon Columbia              | — | JP9 (2 Wo.)JP | — | — | — | — | — | Erstveröffentlichung: 4. Dezember 2019                       |
| 2021                 | Into the A to Z Nippon Columbia                               | — | JP6 (9 Wo.)JP | — | — | — | — | — | Erstveröffentlichung: 24. März 2021                          |

### EPs
| Jahr               | Titel Musiklabel (Vertrieb)                                        | Höchstplatzierung, Gesamtwochen, AuszeichnungChartplatzierungen (Jahr, Titel, Musiklabel [Vertrieb], Platzierungen, Wochen, Auszeichnungen, Anmerkungen) | Höchstplatzierung, Gesamtwochen, AuszeichnungChartplatzierungen (Jahr, Titel, Musiklabel [Vertrieb], Platzierungen, Wochen, Auszeichnungen, Anmerkungen) | Höchstplatzierung, Gesamtwochen, AuszeichnungChartplatzierungen (Jahr, Titel, Musiklabel [Vertrieb], Platzierungen, Wochen, Auszeichnungen, Anmerkungen) | Höchstplatzierung, Gesamtwochen, AuszeichnungChartplatzierungen (Jahr, Titel, Musiklabel [Vertrieb], Platzierungen, Wochen, Auszeichnungen, Anmerkungen) | Höchstplatzierung, Gesamtwochen, AuszeichnungChartplatzierungen (Jahr, Titel, Musiklabel [Vertrieb], Platzierungen, Wochen, Auszeichnungen, Anmerkungen) | Höchstplatzierung, Gesamtwochen, AuszeichnungChartplatzierungen (Jahr, Titel, Musiklabel [Vertrieb], Platzierungen, Wochen, Auszeichnungen, Anmerkungen) | Höchstplatzierung, Gesamtwochen, AuszeichnungChartplatzierungen (Jahr, Titel, Musiklabel [Vertrieb], Platzierungen, Wochen, Auszeichnungen, Anmerkungen) | Anmerkungen                                                   |
| Jahr               | Titel Musiklabel (Vertrieb)                                        | KR | JP | DE | AT | CH | UK | US | Anmerkungen                                                   |
| ------------------ | ------------------------------------------------------------------ | --- | --- | --- | --- | --- | --- | --- | ------------------------------------------------------------- |
| Südkoreanische EPs |                                                                    | | | | | | | |                                                               |
|                    |                                                                    | | | | | | | |                                                               |
| 2018               | Treasure EP.1: All to Zero KQ Entertainment (Stone Music Ent.)     | KR7 (88 Wo.)KR | — | — | — | — | — | — | Erstveröffentlichung: 24. Oktober 2018                        |
| 2019               | Treasure EP.2: Zero to One KQ Entertainment (Genie Music)          | KR6 (86 Wo.)KR | — | — | — | — | — | — | Erstveröffentlichung: 15. Januar 2019                         |
| 2019               | Treasure EP.3: One to All KQ Entertainment (Genie Music)           | KR2 (57 Wo.)KR | — | — | — | — | — | — | Erstveröffentlichung: 10. Juni 2019                           |
| 2020               | Treasure Epilogue: Action to Answer KQ Entertainment (Genie Music) | KR1 (66 Wo.)KR | — | — | — | — | — | — | Erstveröffentlichung: 6. Januar 2020                          |
| 2020               | Zero: Fever Part.1 KQ Entertainment (Genie Music)                  | KR1 Platin · (26 Wo.)KR | — | — | — | — | — | — | Erstveröffentlichung: 29. Juli 2020 Verkäufe: + 250.000       |
| 2021               | Zero: Fever Part.2 KQ Entertainment (Genie Music)                  | KR1 ×2Doppelplatin · (24 Wo.)KR | — | — | — | — | — | — | Erstveröffentlichung: 1. März 2021 Verkäufe: + 500.000        |
| 2021               | Zero: Fever Part.3 KQ Entertainment (Genie Music)                  | KR2 ×3Dreifachplatin · (14 Wo.)KR | — | — | — | — | — | US42 (1 Wo.)US | Erstveröffentlichung: 13. September 2021 Verkäufe: + 500.000  |
| 2021               | Zero: Fever Epilogue KQ Entertainment (Genie Music)                | KR1 Platin · (32 Wo.)KR | — | — | — | — | — | US73 (1 Wo.)US | Erstveröffentlichung: 10. Dezember 2021 Verkäufe: + 250.000   |
| 2022               | The World EP.1: Movement KQ Entertainment (Genie Music)            | KR1 Diamant · (12 Wo.)KR | — | — | — | CH87 (1 Wo.)CH | — | US3 (1 Wo.)US | Erstveröffentlichung: 29. Juli 2022 Verkäufe: + 1.000.000     |
| 2023               | The World EP.2: Outlaw KQ Entertainment (Genie Music)              | KR1 Diamant + Platin (Minirecord) · (6 Wo.)KR | — | DE34 (4 Wo.)DE | — | CH59 (1 Wo.)CH | UK10 (1 Wo.)UK | US2 (5 Wo.)US | Erstveröffentlichung: 16. Juni 2023 Verkäufe: + 1.250.000     |
| 2024               | Golden Hour: Part.1 KQ Entertainment (Genie Music)                 | KR1 Diamant · (6 Wo.)KR | JP— GoldJP | DE6 (1 Wo.)DE | AT68 (1 Wo.)AT | CH100 (1 Wo.)CH | UK4 (1 Wo.)UK | US2 (5 Wo.)US | Erstveröffentlichung: 31. Mai 2024 Verkäufe: + 1.100.000      |
| 2024               | Golden Hour: Part.2 KQ Entertainment (Genie Music)                 | KR4 ×2Diamant + Doppelplatin (POCA) · (10 Wo.)KR | — | DE6 (2 Wo.)DE | AT53 (1 Wo.)AT | CH83 (1 Wo.)CH | UK4 (1 Wo.)UK | US1 (3 Wo.)US | Erstveröffentlichung: 15. November 2024 Verkäufe: + 1.500.000 |
| 2025               | Golden Hour: Part.3 KQ Entertainment (Genie Music)                 | — | — | — | — | CH72 (1 Wo.)CH | — | US2 (5 Wo.)US | Erstveröffentlichung: 13. Juni 2025                           |
| Japanische EPs     |                                                                    | | | | | | | |                                                               |
|                    |                                                                    | | | | | | | |                                                               |
| 2019               | Treasure EP.3: One to All Bushiya                                  | — | JP25 (6 Wo.)JP | — | — | — | — | — | Erstveröffentlichung: 26. Juni 2019                           |
| 2020               | Treasure EP: Map to Answer Nippon Columbia                         | — | JP3 (2 Wo.)JP | — | — | — | — | — | Erstveröffentlichung: 12. Februar 2020                        |
| 2022               | Beyond: Zero Nippon Columbia                                       | — | JP2 (5 Wo.)JP | — | — | — | — | — | Erstveröffentlichung: 25. Mai 2022                            |
| 2022               | The World EP. Paradigm Nippon Columbia                             | — | JP1 (8 Wo.)JP | — | — | — | — | — | Erstveröffentlichung: 30. November 2022                       |

### Single-Alben
| Jahr | Titel Musiklabel (Vertrieb)                               | Höchstplatzierung, Gesamtwochen, AuszeichnungChartplatzierungen (Jahr, Titel, Musiklabel [Vertrieb], Platzierungen, Wochen, Auszeichnungen, Anmerkungen) | Höchstplatzierung, Gesamtwochen, AuszeichnungChartplatzierungen (Jahr, Titel, Musiklabel [Vertrieb], Platzierungen, Wochen, Auszeichnungen, Anmerkungen) | Höchstplatzierung, Gesamtwochen, AuszeichnungChartplatzierungen (Jahr, Titel, Musiklabel [Vertrieb], Platzierungen, Wochen, Auszeichnungen, Anmerkungen) | Höchstplatzierung, Gesamtwochen, AuszeichnungChartplatzierungen (Jahr, Titel, Musiklabel [Vertrieb], Platzierungen, Wochen, Auszeichnungen, Anmerkungen) | Anmerkungen                                                 |
| Jahr | Titel Musiklabel (Vertrieb)                               | KR | JP | CH | US | Anmerkungen                                                 |
| ---- | --------------------------------------------------------- | --- | --- | --- | --- | ----------------------------------------------------------- |
| 2022 | Spin Off: From the Witness KQ Entertainment (Genie Music) | KR1 Platin · (12 Wo.)KR | — | — | US7 (3 Wo.)US | Erstveröffentlichung: 30. Dezember 2022 Verkäufe: + 250.000 |

### Singles
| Jahr               | Titel Album                                           | Höchstplatzierung, Gesamtwochen, AuszeichnungChartplatzierungen (Jahr, Titel, Album, Platzierungen, Wochen, Auszeichnungen, Anmerkungen) | Höchstplatzierung, Gesamtwochen, AuszeichnungChartplatzierungen (Jahr, Titel, Album, Platzierungen, Wochen, Auszeichnungen, Anmerkungen) | Höchstplatzierung, Gesamtwochen, AuszeichnungChartplatzierungen (Jahr, Titel, Album, Platzierungen, Wochen, Auszeichnungen, Anmerkungen) | Anmerkungen                              |
| Jahr               | Titel Album                                           | KR | JP | US | Anmerkungen                              |
| ------------------ | ----------------------------------------------------- | --- | --- | --- | ---------------------------------------- |
| 2021               | Fireworks (I’m The One) (불놀이야) Zero: Fever Part.2 | KR148 (1 Wo.)KR | — | — | Erstveröffentlichung: 1. März 2021       |
| 2021               | Deja Vu Zero: Fever Part.3                            | KR49 (1 Wo.)KR | — | — | Erstveröffentlichung: 13. September 2021 |
| 2021               | The Real (멋) Zero: Fever Epilogue                    | KR149 (2 Wo.)KR | — | — | Erstveröffentlichung: 10. Dezember 2021  |
| 2022               | Guerrilla The World EP.1: Movement                    | KR67 (2 Wo.)KR | — | — | Erstveröffentlichung: 2022               |
| 2022               | Halazia Spin Off: From the Witness                    | KR155 (1 Wo.)KR | — | — | Erstveröffentlichung: 2022               |
| 2023               | Bouncy (K-Hot Chilli Peppers) The World EP.2: Outlaw  | KR33 (1 Wo.)KR | — | — | Erstveröffentlichung: 2023               |
| 2023               | Crazy Form (미친 폼) The World EP.Fin: Will           | KR33 (2 Wo.)KR | — | — | Erstveröffentlichung: 2023               |
| 2024               | Work Golden Hour: Part. 1                             | KR57 (1 Wo.)KR | — | — | Erstveröffentlichung: 2024               |
| 2024               | Hush-Hush 2:Be                                        | — | — | — | Erstveröffentlichung: 2024               |
| 2025               | Lemon Drop Golden Hour: Part.3                        | — | — | US69 (1 Wo.)US | Erstveröffentlichung: 16. Juni 2025      |
| 2025               | In Your Fantasy Golden Hour: Part.3                   | — | — | US68 (1 Wo.)US | Erstveröffentlichung: 14. Juli 2025      |
| Japanische Singles |                                                       | | | |                                          |
|                    |                                                       | | | |                                          |
| 2021               | Dreamers –                                            | — | JP2 (5 Wo.)JP | — | Erstveröffentlichung: 28. Juli 2021      |
| 2023               | Limitless –                                           | — | JP2 Gold · (11 Wo.)JP | — | Erstveröffentlichung: 22. März 2023      |
| 2024               | Not Okay                                              | — | JP2 Platin · (11 Wo.)JP | — | Erstveröffentlichung: 28. Februar 2024   |
| 2024               | Birthday –                                            | — | JP3 Platin · (5 Wo.)JP | — | Erstveröffentlichung: 2. Oktober 2024    |

Weitere Singles
- 2018: Pirate King (해적왕)
- 2018: Treasure
- 2019: Say My Name
- 2019: Illusion
- 2019: Wave
- 2019: Wonderland
- 2020: Answer
- 2020: Inception
- 2020: Thanxx
- 2021: Eternal Sunshine
- 2021: Turbulence (야간비행)
- 2022: Don’t Stop
- 2024: Royal (mit Be:First)

## Auszeichnungen für Musikverkäufe
| Goldene Schallplatte - Brasilien - 2023: für die Single Wonderland - 2024: für die Single Bouncy (K-Hot Chilli Peppers) |

Anmerkung: Auszeichnungen in Ländern aus den Charttabellen bzw. Chartboxen sind in ebendiesen zu finden.
| Land/RegionAuszeichnungen für Musikverkäufe (Land/Region, Auszeichnungen, Verkäufe, Quellen) | Gold     | Platin       | Diamant     | Verkäufe  | Quellen             |
| -------------------------------------------------------------------------------------------- | -------- | ------------ | ----------- | --------- | ------------------- |
| Brasilien (PMB)                                                                              | 2× Gold2 | —            | —           | 40.000    | pro-musicabr.org.br |
| Japan (RIAJ)                                                                                 | 3× Gold3 | 2× Platin2   | —           | 800.000   | riaj.or.jp          |
| Südkorea (KMCA)                                                                              | —        | 12× Platin12 | 5× Diamant5 | 8.000.000 | circlechart.kr      |
| Insgesamt                                                                                    | 5× Gold5 | 14× Platin14 | 5× Diamant5 |           |                     |

## Preisverleihungen

### 2020
- Mnet Asian Music Awards[17]
  - Discovery of the Year
  - Worldwide Fans’ Choice Top 10
- Asia Model Awards – Popular Star Award — Male Artist[18]
- The Fact Music Awards – Global Hottest[19]

### 2021
- Gaon Chart Music Awards – World K-Pop Rookie[20]
- Seoul Music Awards – Bonsang[21]
- The Fact Music Awards – Artist of the Year[22]

### 2022
- Seoul Music Awards – Bonsang[23]